# Non aprite quella porta (film 2022)
Non aprite quella porta (Texas Chainsaw Massacre) è un film del 2022 diretto da David Blue Garcia.
Scritto da Chris Thomas Devlin su un soggetto originale di Fede Álvarez e Rodo Sayagues, è il sequel diretto canonico di Non aprite quella porta del 1974 ed è il nono film della serie omonima.
Riprendendo diversi decenni dopo il film originale, si concentra sul serial killer Faccia di Cuoio che prende di mira un gruppo di uomini e donne d'affari e entra in lotta con una vendicativa sopravvissuta ai suoi precedenti omicidi, divenuta Texas Ranger. Il progetto è una produzione in joint-venture tra Legendary Pictures, Bad Hombre ed Exurbia Films. Nel cast Elsie Fisher, Sarah Yarkin, Mark Burnham, Jacob Latimore, Moe Dunford, Olwen Fouéré, Alice Krige, Jessica Allain e Nell Hudson.

## Trama
49 anni dopo gli omicidi del feroce e sanguinario serial killer Faccia di Cuoio nel 1973, gli imprenditori Melody e Dante, insieme con Lila (una giovane fotografa amatoriale e sorella minore di Melody) e Ruth (la fidanzata di Dante) si recano nella remota città texana di Harlow. La città è stata abbandonata da tempo e il gruppo intende mettere all'asta le proprietà per creare un'area alla moda e fortemente gentrificata. Il meccanico locale Richter lavora con riluttanza con il gruppo come appaltatore e si scontra spesso con Dante sui suoi piani per la città. Durante l'ispezione di un vecchio orfanotrofio, Melody e Dante scoprono con sorpresa che è ancora occupato da un'anziana signora di nome Virginia Mc. Invitando la coppia a prendere il tè, la signora Mc afferma di avere i documenti che dimostrano che possiede ancora la proprietà nonostante Melody e Dante affermino che la banca l'ha sfrattata. Scoppia una discussione, brevemente interrotta dall'altro occupante dell'orfanotrofio;  un uomo più anziano silenzioso e imponente, prima che la signora Mc collassi improvvisamente per un infarto.
La signora Mc viene portata d'urgenza in ospedale accompagnata da Ruth e dal misterioso uomo più anziano. L'investitore Catherine e un gruppo di potenziali acquirenti arrivano ad Harlow su un grande autobus distraendo Dante e Melody. Lila stringe amicizia con Richter e rivela di essere una sopravvissuta a una sparatoria in una scuola, lasciandola terrorizzata dalle armi. Nel frattempo, la signora Mc muore durante il viaggio verso l'ospedale. Mentre Ruth scrive a Melody della situazione, l'uomo più anziano improvvisamente impazzisce e uccide gli ufficiali che guidano l'ambulanza. Si blocca e quando Ruth si sveglia, assiste all'uomo, rivelato essere Faccia di Cuoio, che taglia il viso della signora Mc per indossarlo come maschera. Ruth riesce a chiedere aiuto via radio prima di essere uccisa da Faccia di Cuoio, che poi torna ad Harlow. Durante un'asta immobiliare, Melody trova i messaggi di Ruth sulla morte della signora Mc e si prepara a partire con Lila. Richter li sente parlare della sua morte e confisca le chiavi, accettando di restituirle una volta che avranno mostrato la prova che hanno giustamente rimosso la signora Mc dalla sua casa. Scoprendo che non hanno i documenti che dimostrano che sono i proprietari dell'orfanotrofio; Melody e Dante tornano all'orfanotrofio per trovarli.
Sally Hardesty, l'unica sopravvissuta alla precedente follia omicida di Faccia di Cuoio e ora un ranger temprato dalla battaglia viene a sapere dell'attacco di Ruth e si dirige a indagare. All'orfanotrofio, Melody scopre le carte e si rende conto che la signora Mc aveva ragione e che l'hanno sfrattata ingiustamente dalla sua casa. Faccia di Cuoio torna all'orfanotrofio e attacca Dante, mutilandolo. Testimoniando ciò, Melody si nasconde mentre Faccia di Cuoio recupera la sua motosega dal muro della sua camera da letto. Sally arriva sul luogo dell'incidente dell'ambulanza, trovando Ruth e i cadaveri dell'ufficiale prima di trovare il corpo scuoiato della signora Mc. Convinta che Faccia di Cuoio sia davvero tornato, Sally si dirige verso Harlow. Un temporale colpisce la città mentre scende la notte e Catherine e Lila salgono sull'autobus con gli acquirenti. Dante riesce a inciampare fuori dall'orfanotrofio dove viene scoperto da Richter e Catherine prima di morire dissanguato. Richter entra nell'orfanotrofio dove viene attaccato e ucciso da Faccia di Cuoio. Melody riesce a recuperare le chiavi dell'auto e dell'autobus dal suo corpo prima di fuggire di casa, riunirsi con Lila ed essere inseguito da Faccia di Cuoio armato di motosega.
Faccia di Cuoio sabota l'autobus mentre tenta di allontanarsi e sale a bordo prima di massacrare Catherine e gli altri acquirenti.  Melody e Lila scappano dalla carneficina e si imbattono in Sally che le chiude a chiave nella sua macchina prima di entrare nell'orfanotrofio per affrontare finalmente Faccia di Cuoio. Tiene Faccia di Cuoio sotto tiro chiedendogli di ricordare il dolore che ha inflitto a lei e ai suoi amici, ma viene accolto dal silenzio prima che Faccia di Cuoio si allontani. Faccia di Cuoio attacca le sorelle nell'auto di Sally ma vengono salvate da Sally che gli spara. Sally dà a Melody le chiavi per scacciare prima di inseguire Faccia di Cuoio. Faccia di Cuoio tende un'imboscata e ferisce mortalmente Sally. Melody colpisce Faccia di Cuoio con l'auto di Sally prima di schiantarsi contro un edificio vicino. Melody si scusa per quello che ha fatto alla signora Mc, ma Faccia di Cuoio si muove per attaccare. Sally salva lei e Lila sparando a Faccia di Cuoio. Sally incoraggia Lila a non scappare perché sarà perseguitata da ciò che Faccia di Cuoio ha fatto prima di morire.
Lila prende il fucile di Sally e insegue Faccia di Cuoio in un edificio abbandonato dove cade in un'imboscata e viene attaccata. Melody arriva e prende la motosega di Faccia di Cuoio prima di usarla per ucciderlo apparentemente. La coppia scappa e inizia ad allontanarsi all'alba. Faccia di Cuoio emerge, ancora vivo, e trascina Melody fuori dall'auto prima di decapitarla con la sua motosega. La povera Lila osserva gridando inorridita mentre l'auto a guida autonoma la porta fuori da Harlow. Faccia di Cuoio balla per strada con la sua motosega e la testa mozzata di Melody.
Una scena post-crediti vede Faccia di Cuoio che si dirige verso la casa della sua famiglia.

## Personaggi
- Lila, interpretata da Elsie Fisher: una giovane fotografa amatoriale e la sorella minore di Melody.[2][3]
- Melody, interpretata da Sarah Yarkin: una produttrice di denaro di San Francisco che trascina la sua giovane sorella (Lila) con sé in Texas in viaggio d'affari, per paura di lasciarla sola in città".[2][3]
- Faccia di Cuoio, interpretato da Mark Burnham:[3] uno spietato e sanguinario assassino mascherato armato di motosega e un pilastro del franchise di TCM. Il serial killer con la sega a motore è stato precedentemente interpretato dal compianto Gunnar Hansen nel film originale. Álvarez ha dichiarato: "Se Gunnar fosse stato vivo, sono abbastanza sicuro che avrebbe recitato (la parte), quindi stavamo cercando di trovare qualcuno che avrebbe potuto essere Gunnar oggi. Abbiamo cercato di trovare la cosa migliore successiva". Burnham è stato scelto per la sua statura e fisicità imponente.[4]
- Dante, interpretato da Jacob Latimore: un caro amico di Lila e Melody.[2][3]
- Ruth, interpretata da Nell Hudson: la fidanzata di Dante, un'amica intima di Lila e Melody.[3]
- Sally Hardesty, interpretata da Olwen Fouéré: l'unica sopravvissuta alla follia omicida di Faccia di Cuoio e della sua famiglia di psicopatici. Soffre di disturbo da stress post-traumatico dopo aver lasciato l'ospedale psichiatrico. Si è preparata a lungo per affrontare Faccia di Cuoio in caso fosse tornato a sconvolgere la sua vita. Sally Hardesty è stata precedentemente interpretata da Marilyn Burns nel film originale, Non aprite quella porta IV, e filmati d'archivio in Non aprite quella porta 3D.[5][6] Alla morte della Burns nel 2014, il personaggio è stato rifatto in un modo più determinato, pronto a farsi giustizia.[3]
- Richter, interpretato da Moe Dunford.[2][3]
- Signora Mc, intrepretata da Alice Krige [3]
- Catherine, intrepretata da Jessica Allain .[3]
- Herb, intrepretato da Sam Douglas [3]
- Sceriffo Hathaway, intrepretato da William Hope [3]
- Narratore, voce originale di John Larroquette: riprende il suo ruolo di narratore del film, avendo fornito la voce fuori campo per il film originale e il suo remake del 2003 (e il suo prequel del 2006).[7]

## Produzione

### Sviluppo
Inizialmente durante lo sviluppo di Leatherface (2017), i produttori avevano i diritti del film e l'intenzione di realizzare altri cinque film di Texas Chainsaw Massacre. Nell'aprile 2015, la produttrice Christa Campbell ha dichiarato che il destino dei potenziali sequel dipenderebbe in gran parte dall'accoglienza finanziaria e critica di Leatherface. A dicembre 2017, Lionsgate e Millennium Films avevano perso i diritti del film, a causa del tempo impiegato per distribuire Leatherface.
Nell'agosto 2018, è stato riferito che Legendary Pictures aveva avviato trattative preliminari per l'acquisto dei diritti cinematografici di Texas Chainsaw Massacre, con lo studio che intendeva adattare le puntate televisive e cinematografiche. L'anno successivo, Fede Álvarez ha firmato per il progetto come produttore. Nel novembre 2019, Chris Thomas Devlin si è unito alla produzione come sceneggiatore. Nel febbraio 2020, Ryan Tohill e Andy Tohill sono stati assunti come registi del film e Angus Mitchell come direttore della fotografia dopo aver collaborato a The Dig (2018). Nel maggio dello stesso anno, è stato annunciato che il film sarebbe stato un sequel del film originale e avrebbe caratterizzato un faccia di Cuoio di 60 anni, in particolare simile all'approccio adottato dalla Blumhouse Productions con i suoi film di Halloween.

### Casting
Nell'ottobre 2020, è stato annunciato che Elsie Fisher era stata scelta per recitare nel film insieme a Sarah Yarkin, Moe Dunford, Alice Krige, Jacob Latimore, Nell Hudson, Jessica Allain, Sam Douglas, William Hope e Jolyon Coy. Nel marzo 2021, è stato rivelato che Mark Burnham era stato scelto per il ruolo di Faccia di Cuoio, in sostituzione del defunto Gunnar Hansen, mentre Olwen Fouéré era stata scelta per il ruolo di Sally Hardesty, in sostituzione della defunta Marilyn Burns.

### Riprese
Le riprese principali sono iniziate il 17 agosto 2020 in Bulgaria. Tuttavia, dopo essere rimasto impressionato da ciò che è stato filmato, lo studio ha licenziato Ryan e Andy Tohill. David Blue Garcia è stato assunto per sostituirli come regista. Il filmato girato dai fratelli Tohill non sarebbe stato utilizzato, con Garcia che ha ricominciato la produzione.

### Post-produzione
Entro marzo 2021, Álvarez ha annunciato che la produzione era stata completata, confermando che il film si sarebbe concentrato su un Faccia di Cuoio invecchiato. Il regista ha rivelato che la produzione ha adottato un approccio "vecchia scuola" al cinema, notando obiettivi vintage ed effetti pratici usati per il sangue. Il mese successivo, il film è stato ufficialmente intitolato 'Texas Chainsaw Massacre':. A un certo punto si credeva che il titolo fosse cambiato in Texas Chainsaw Begins, ma Devlin lo negò. A maggio, è stato riferito che dopo le proiezioni di prova, la reazione del pubblico è stata generalmente negativa. Tuttavia, ad agosto, Álvarez ha controaffermato che il punteggio complessivo del pubblico era per lo più positivo, sottolineando al contempo che il film rimane rispettoso dell'eredità del primo film.
Nello stesso mese, è stato rivelato che Colin Stetson è stato il compositore del film.

## Distribuzione
Nell'ottobre 2020, il film era stato inizialmente dichiarato per un'uscita nelle sale nel 2021. Tuttavia, nell'agosto 2021, è stato rivelato che il film avrebbe saltato un'uscita nelle sale e sarebbe invece uscito esclusivamente su Netflix. Nell'ottobre 2021, durante un "Ask Me Anything" (AMA) sul sito di social media Reddit, Álvarez ha dichiarato che molto probabilmente il film era previsto per una data di uscita all'inizio del 2022. Il 3 dicembre 2021 è stato rilasciato un primo sguardo al film, insieme all'annuncio della data di uscita del 18 febbraio.

## Accoglienza
Sull'aggregatore di recensioni Rotten Tomatoes, il film ha un indice di gradimento del 30% basato su 90 recensioni da parte di critici professionisti, con un punteggio di 4.2 su 10. Il giudizio complessivo del sito web riporta: «Texas Chainsaw Massacre non lesina sul sangue, ma Leatherface potrebbe aver perso irrevocabilmente la sua capacità di terrorizzare». Metacritic, che utilizza una media ponderata, assegna al film un voto di 35 su 100 basato su 21 recensioni, indicante "recensioni generalmente sfavorevoli".
Valerie Complex di Deadline Hollywood scrisse: "Il vero orrore qui è la modernizzazione del contenuto unendo social media, tematiche sociali e Twitter in un modo incurante che rende difficile agganciarsi a qualcosa di sostanziale". Recensendo il film per The A.V. Club, A.A. Dowd lo paragonò negativamente a Halloween di David Gordon Green e scrisse: "Non è un po' arrogante presentare il tuo film come l'unico vero seguito di un originale iconico e poi fare gli stessi errori dei film che stai rinnegando?" Owen Glieberman di Variety definì il film "una nota a margine intrisa di sangue ma che non fa paura." David Sims di The Atlantic scrisse che la pellicola "sembra inutile e anonima, poggiandosi su shock visivi grossolani mentre non riesce a eguagliare la brutalità spietata dell'originale." Jocelyn Noveck di Associated Press diede al film 1 stelletta su 4, scrivendo: "Ne avevamo davvero bisogno di un altro? E purtroppo, data la mancanza di immaginazione, creatività o anche attenzione di base alla logica in un copione superficiale e decisamente sciocco, la risposta sembra un clamoroso "no".
Scrivendo per TheWrap William Bibbiani: «Garcia sa chiaramente che il fulcro del film è l'ultraviolento slasher e mantiene assolutamente tutta quella cruenta promessa». Frank Scheck di The Hollywood Reporter scrisse: «Texas Chainsaw Massacre non offre esattamente nulla di nuovo, ma i fan del gore che si rallegrano nel vedere le interiora delle persone che cadono dai loro corpi, troveranno molto da apprezzare». Brad Wheeler di The Globe and Mail scrisse: «Texas Chainsaw Massacre è quello che dice di essere. Hai il tuo Texas, la tua motosega, il tuo massacro». Benjamin Lee di The Guardian assegnò al film 3 stelle su 5, descrivendolo "un piccolo slasher sussultorio che dovrebbe soddisfare coloro che hanno un'idea adeguatamente depravata di ciò su cui stanno cliccando".

## Curiosità
- In questo film Faccia di Cuoio ha la stessa ferocia, sete sanguinaria e crudeltà sadica, proprio come Junior Sawyer/Faccia di Pelle del film Non aprite quella porta - Parte 3. Inoltre, non sembra essere spaventato o costretto a uccidere da nessuno.